# Struthiocephalus
Struthiocephalus (cabeza de avestruz) es un género extinto de terápsidos dinocéfalos que vivieron durante el periodo Pérmico en Sudáfrica.